# جورج مارتن (موسيقي)
جورج هنري مارتن (بالإنجليزية: George Henry Martin)‏ ‏(3 يناير 1926 - 8 مارس 2016) هو منتج تسجيلات ومنسق وملحن وموسيقار ومهندس صوتيات إنجليزي بريطاني ولد في يوم 3 يناير 1926 في مدينة لندن في إنجلترا، يشار اليه أحياناً بFifth Beatle أي عضو فرقة البيتلز الخامس. حيث قام بإنتاج عدة أغاني موسيقية لهم نالت شهرة كبيرة في الولايات المتحدة والمملكة المتحدة. عمل مع كول بورتر وجون دانكوورث، تلقى تعلميه في مدرسة جيلدهول للموسيقى والدراما من سنة 1947 إلى سنة 1950، كما تعلم عزف البيانو والأوبوا، عمل أيضاً مع قنوات بي بي سي وعمل مع شركة إيمي للتسجيلات في فترة عقد 1950 حيث كان ينتج تسجيلات روائية وكوميدية مع كل من بيتر سلرز وسبايك ميليغان وأشخاص آخرين. عمل لأكثر من 6 عقود في الموسيقى والتلفاز ولحن الكثير من أفلام جيمس بوند وأصبح أحد رموز الإنتاج والصناعة الموسيقية في الثقافة الشعبية الغربية.

## روابط خارجية
- جورج مارتن على موقع IMDb (الإنجليزية)
- جورج مارتن على موقع الموسوعة البريطانية (الإنجليزية)
- جورج مارتن على موقع ميوزك برينز (الإنجليزية)
- جورج مارتن على موقع إن إن دي بي (الإنجليزية)
- جورج مارتن على موقع أول ميوزيك (الإنجليزية)
- جورج مارتن على موقع ديسكوغز (الإنجليزية)
- جورج مارتن على موقع قاعدة بيانات الفيلم (الإنجليزية)